# Moschea Aladža (Foča)
La moschea Aladža (conosciuta anche come Šarena džamija, "moschea colorata") è una moschea di Foča, nella parte orientale della Bosnia ed Erzegovina. È considerata una delle più importanti dal punto di vista architettonico nella parte europea dell'Impero ottomano, l'allora Rumelia, e una delle tre moschee più importanti della Bosnia ed Erzegovina, con la Moschea di Gazi Husrev-beg a Sarajevo e la Moschea Ferhadija a Banja Luka. Fu costruita nel 1550 e fatta saltare in aria nel 1992; la sua ricostruzione è stata completata tra il 2016 e il 2018.

## Storia

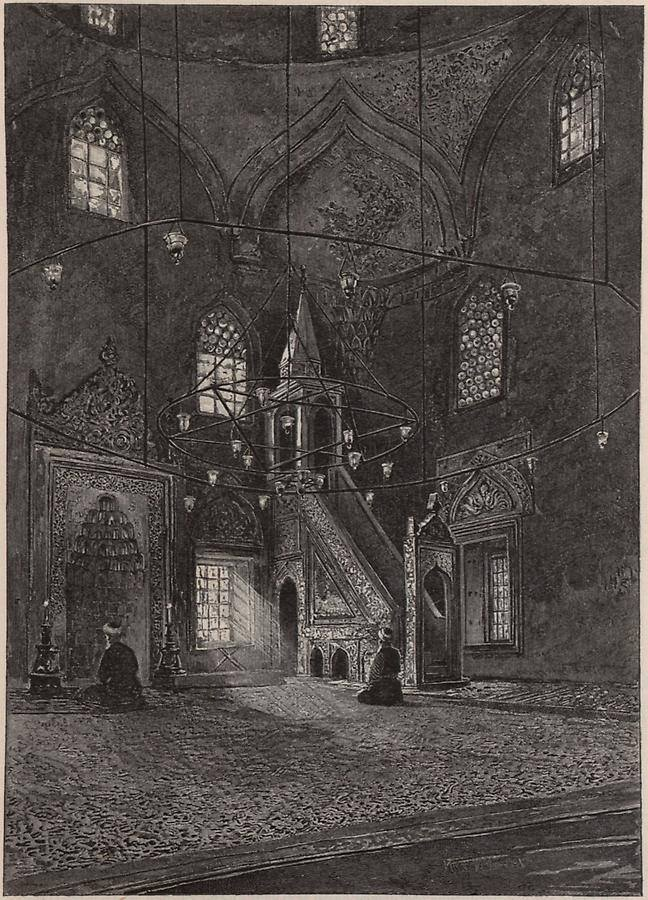
Interno della Moschea Aladža a Foča di Hugo Charlemont. In: La monarchia austro-ungarica in parole e immagini (Die österreichisch-ungarische Monarchie in Wort und Bild - "Kronprinzenwerk"), vol. 22: Bosnia ed Erzegovina. Vienna 1901, p. 421.

La moschea fu eretta nel 1549 da Hasan Nezir, il supervisore dei beni e delle finanze statali in Erzegovina e stretto collaboratore di Mimar Sinan. Il capomastro era Ramadan-aga, che era stato educato nella cultura persiana. Era decorata con bellissimi colori, per questo è stata chiamata Aladža, "la colorata".
La moschea è alta più di 36 metri e presenta linee armoniose, con colonne, portale, basamento, spigoli e costoloni in marmo. È considerata un capolavoro dell'architettura ottomana nella lista dei monumenti nazionali della Bosnia ed Erzegovina. L'ornamento è in tipico stile architettonico classico ottomano e, poiché era la prima moschea del suo genere in Bosnia ed Erzegovina, il suo design è stato emulato da molte altre che furono successivamente costruite. Questo è uno dei motivi per cui le autorità jugoslave lo misero sotto protezione statale nel 1950.
Durante il periodo ottomano, furono costruite 17 moschee a Foča; 5 furono distrutte durante la seconda guerra mondiale e 12 furono distrutte durante la guerra in Bosnia ed Erzegovina: tra aprile e giugno 1992 tutte le moschee sono state demolite a Foča.
La moschea Aladža è stata fatta saltare in aria il 22 aprile 1992 dall'esercito della Republika Srpska e poi completamente demolita il 2 agosto 1992. I suoi resti furono trasferiti nelle discariche della città. L'area su cui sorgeva la moschea è stata recintata ed è rimasta vuota per i successivi 22 anni. I primi frammenti della moschea Aladža sono stati ritrovati nel 2004, insieme ai resti dei corpi di diversi cittadini bosgnacchi uccisi, tra le macerie a circa 200 m a sud del ponte di ferro sulla Drina e a circa 300 m a nord di questo ponte.
Nell'ottobre 2018 il tribunale statale bosniaco ha accusato Goran Mojović di crimini contro l'umanità, inclusa la distruzione della moschea Aladža. Secondo il pubblico ministero, nel corso di un attacco diffuso e sistematico da parte delle forze armate, paramilitari e di polizia serbo-bosniache contro la popolazione civile della città di Foča, la sera del 2 agosto 1992 Mojović, a capo dell'unità locale del genio dell'esercito della Republika Srpska, ha dato l'ordine di distruggere la moschea e, nonostante il rifiuto di altri due soldati, insieme a Rajko Milošević ha fatto esplodere la moschea con circa 25 mine anticarro. Così Mojović e Milošević hanno violato il diritto internazionale sulla protezione dei beni civili e culturali.
La ricostruzione della moschea in linea con i piani originali è avvenuta tra il 2014 e il 2018 sotto la supervisione della Commissione per preservare i monumenti nazionali della Bosnia ed Erzegovina. È stato finanziato dalla Cooperazione turca (TIKA). La restaurata moschea Aladža è stata riaperta il 4 maggio 2019 da Aziza Kurtović, una donna che ha perso suo figlio durante la guerra.
Nella prima mattina del 18 febbraio 2021, diversi colpi di arma da fuoco sono stati sparati contro la moschea.

## Descrizione
Come la Moschea di Ali Pascià a Sarajevo e la Moschea di Sinan Beg a Čajniče, la moschea è stata costruita secondo lo stile ottomano "classico", a cui può essere ascritta anche la Moschea di Gazi Husrev-beg a Sarajevo.
La sua pianta era quasi quadrata (11,22 m per 11,30 m). La cupola, che aveva un diametro di 11 m, si elevava sopra un tamburo ottagonale. L'altezza all'apice della cupola era di 19,85 m. C'erano 5 finestre in ciascuno dei tre lati della moschea, e di fronte alla facciata c'era un vestibolo con archi a sesto acuto sostenuto da quattro colonne di marmo e tre cupole. Il minareto era alto 36 m. All'interno mihrab, minbar e mahvil erano scolpiti in pietra ed erano considerati i più belli dei Balcani (Trifunović). La moschea aveva decorazioni pittoriche, tra cui un rosone sulla parete nord con decorazioni floreali e dipinti murali nel vestibolo.

## Galleria d'immagini

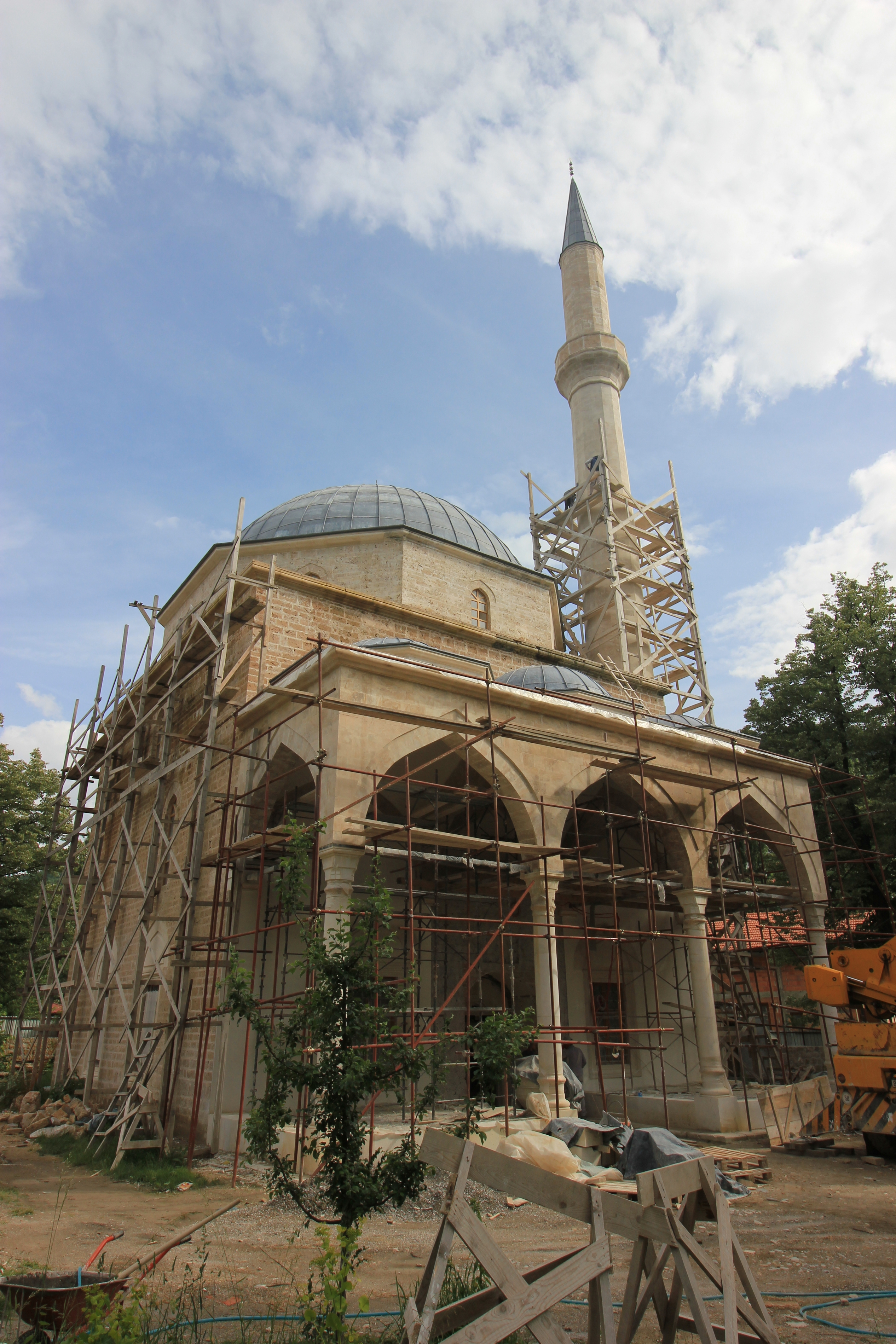
La moschea Aladža durante i lavori di ricostruzione
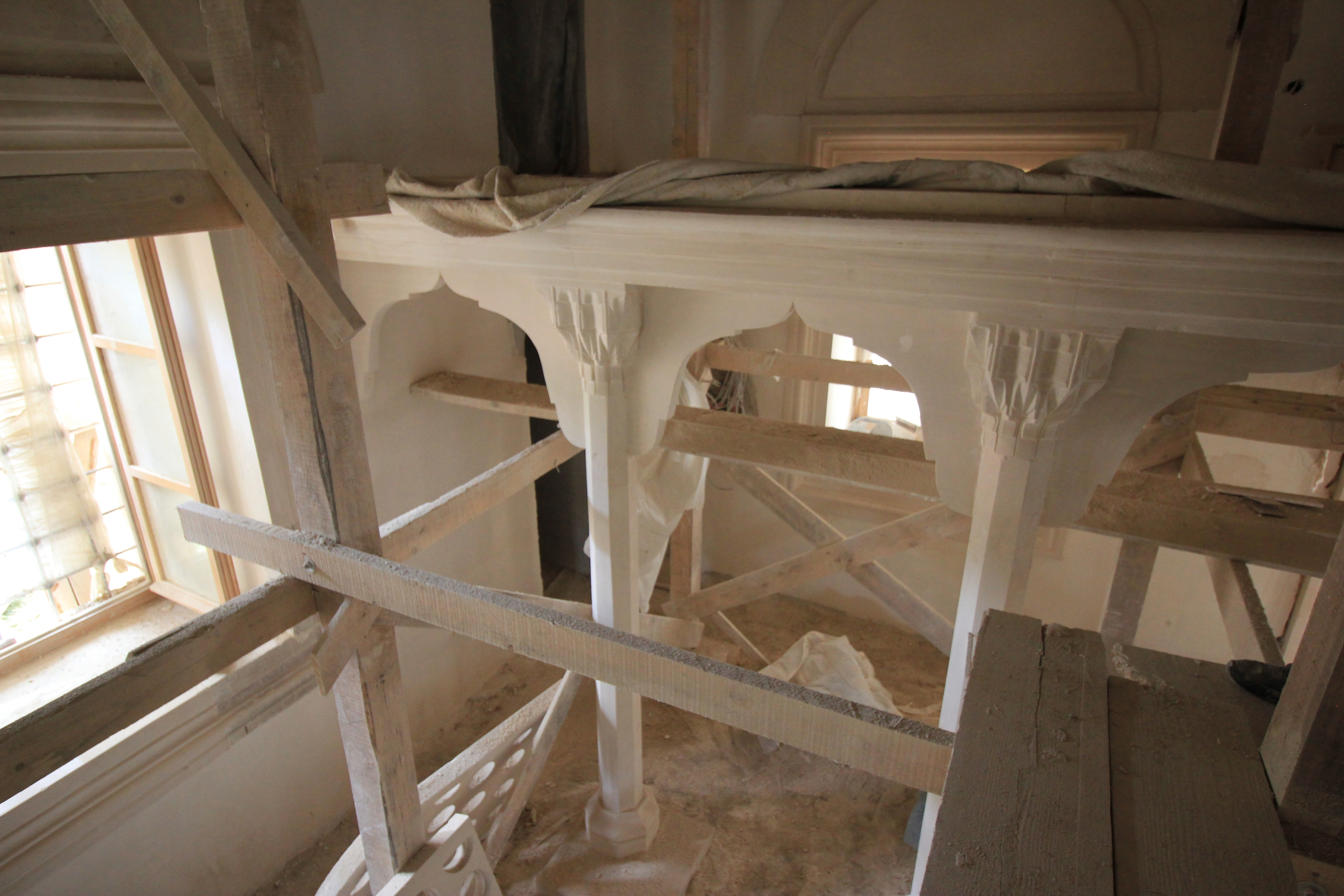
L'interno della moschea durante i lavori di ricostruzione
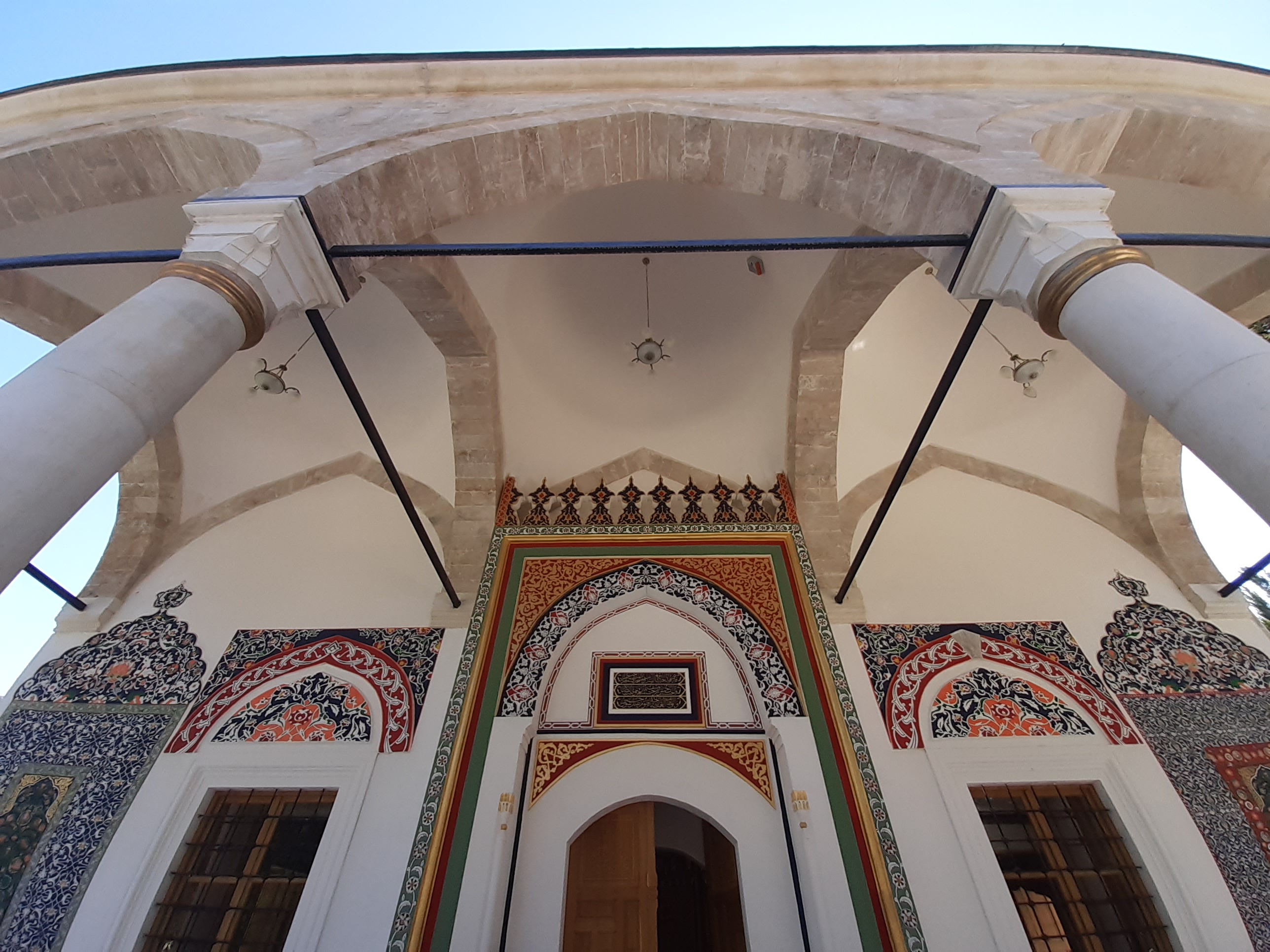
I dipinti e le volte del vestibolo
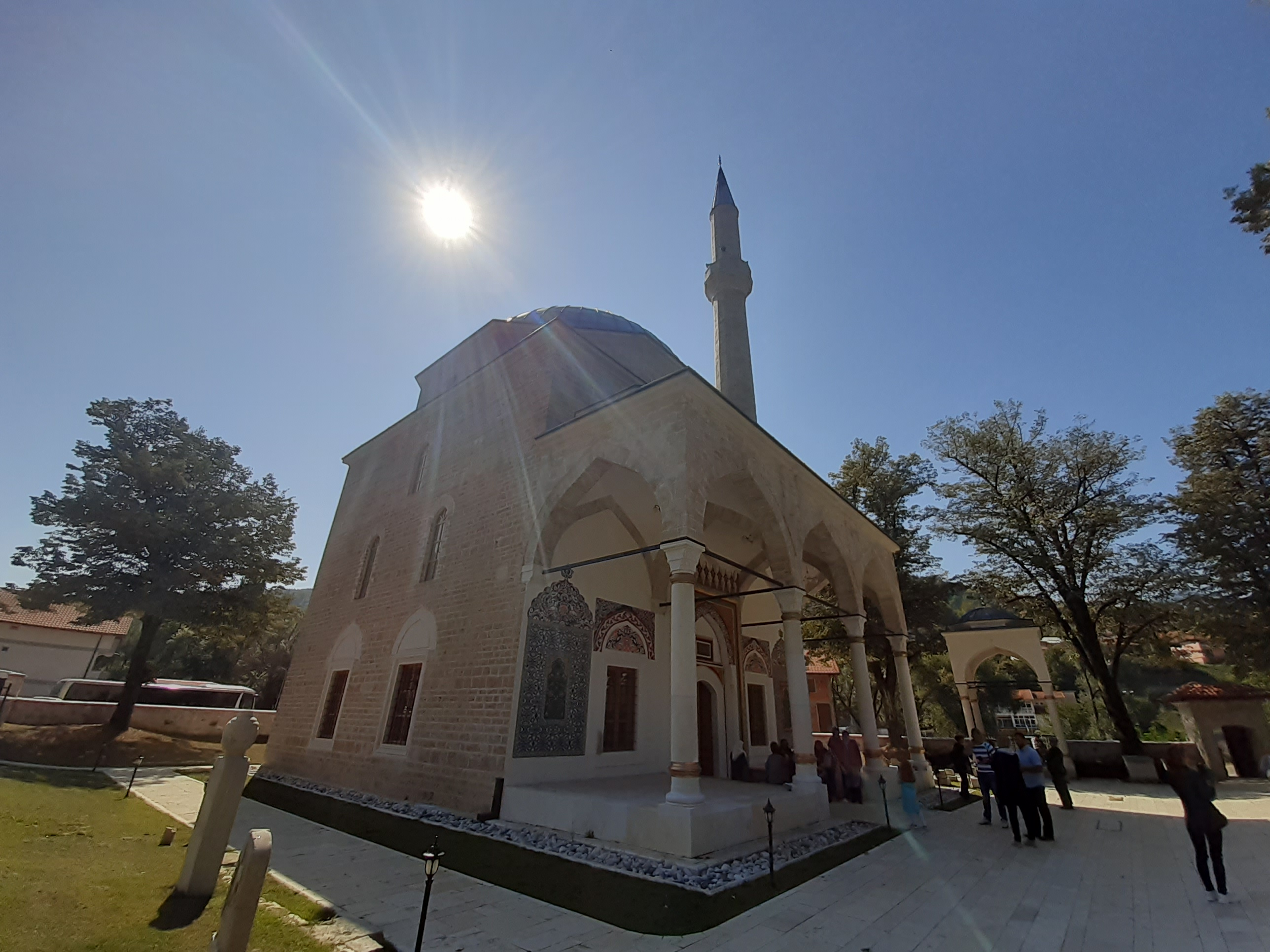
Veduta dell'esterno
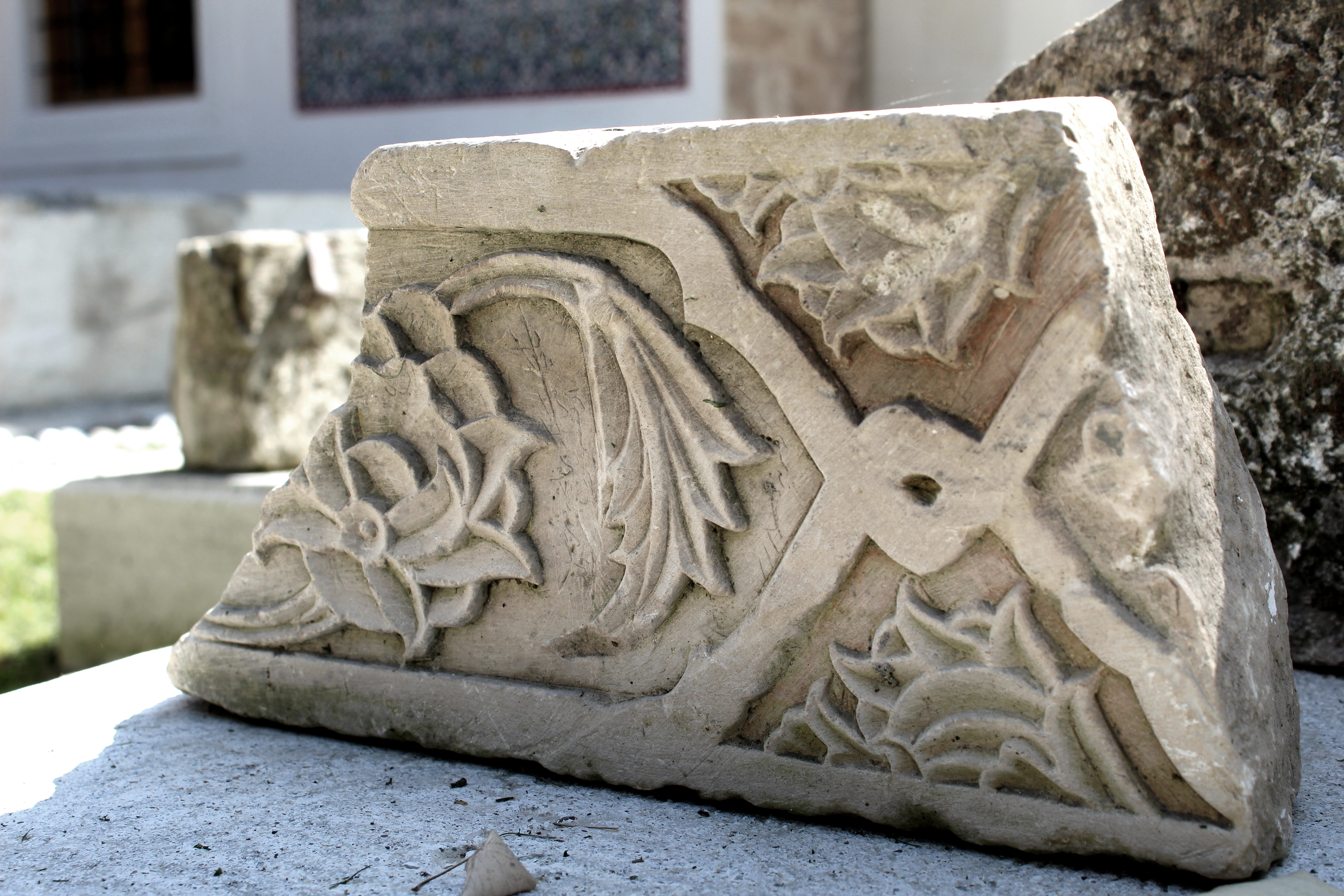
Dettaglio di un frammento della decorazione marmorea
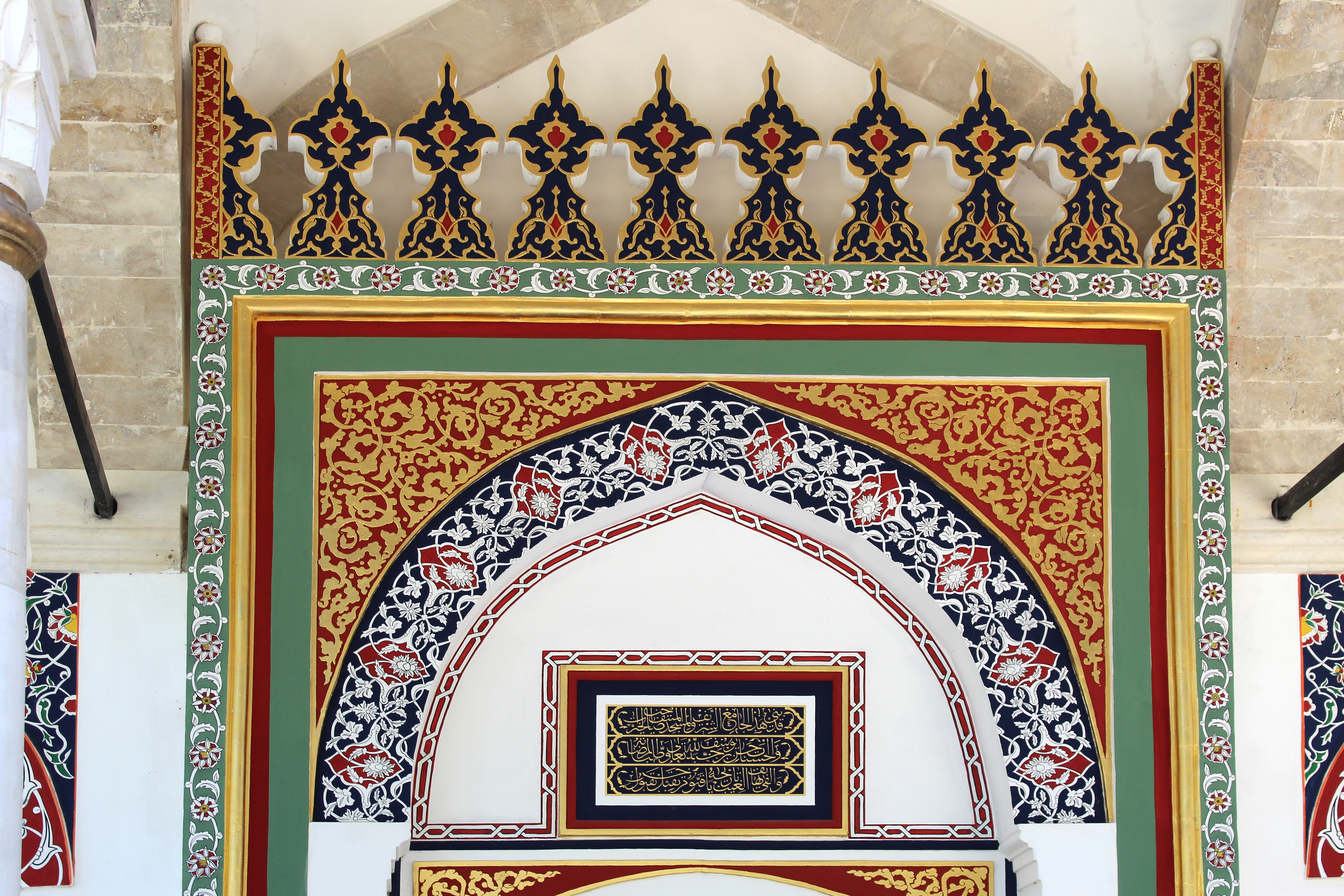
Dettaglio delle decorazioni del portale